# Vincenzo di Lerino
Vincenzo di Lerino (Francia settentrionale o Belgio, V secolo – Isole di Lerino, 450 circa) è stato uno scrittore ecclesiastico della Gallia meridionale nel V secolo, fratello di San Lupo di Troyes, figlio di un nobile della città di Toul, Eparchius (Epirochio Franconio), esponente dell'alta nobiltà franca di origine senatoriale. È venerato come santo dalla Chiesa cattolica e dalla Chiesa ortodossa.
Le sue opere sono molto più conosciute della sua vita.
Quasi tutte le informazioni che lo riguardano sono contenute nel  De viris illustribus (l. XIV) di Gennadio. 
Entrò nel monastero esistente sull'isola di Lerino (oggi Sant'Onorato, nell'arcipelago di Lerino), dove, con lo pseudonimo di Peregrinus, scrisse il suo Commonitorium (434).
Morì prima del 450, probabilmente poco dopo il 434.

## Biografia
Eucherio di Lione lo definisce un sant'uomo, di grande eloquenza e sapere; non c'è alcuna fonte attendibile per identificare Vincenzo con Marius Mercator, ma è probabile che sia lui lo scrittore contro il quale Prospero, un amico di Agostino, rivolge il suo Responsiones ad capitula obiectionum Vincentianarum.
Egli era ritenuto un semipelagiano che si opponeva alla dottrina di Agostino; si ritiene che usasse contro di lui la sua teoria principale: «...ciò che tutti gli uomini hanno creduto in ogni tempo ed ovunque, dev'essere considerato vero».
Vivendo in un centro profondamente influenzato dal semipelagianesimo, gli scritti di Vincenzo mostrano parecchi punti in comune con la dottrina di Giovanni Cassiano o di Fausto di Riez, che era diventato Abate di Lerino nel periodo in cui Vincenzo scrisse il suo Commonitorium; egli usa espressioni tecniche simili a quelle utilizzate dai Semipelagiani contro Agostino; ma, come osserva Benedetto XIV, questo accadde prima che la controversia fosse decisa dalla Chiesa. In effetti la condanna della tesi sostenuta da Vincenzo, da Giovanni e da Fausto ebbe luogo solo con il secondo Concilio di Orange (529).

## Opere
Il Commonitorium è il solo lavoro veramente autentico di Vincenzo che sia rimasto. 
Le Obiectiones Vincentianae ci sono note soltanto attraverso la confutazione di Prospero.
Sembra probabile che collaborò alla stesura delle Obiectiones Gallorum, o almeno le ispirò, e anche contro queste Prospero scrisse il suo libro. 
Il lavoro contro Fotino, Apollinare, Nestorio, ecc., che intendeva comporre (Commonitorium, XVI), se mai fu scritto, non è stato ritrovato. 
Il Commonitorium, destinato ad aiutare la memoria dello scrittore e perciò a guidarlo nella sua fede nelle tradizioni dei Padri, si prefiggeva di comprendere due diversi commonitoria, il secondo dei quali non esiste più, tranne che nel riassunto alla fine del primo, fatto dal suo autore; Vincenzo si rammarica che gli sia stato sottratto. 
Né Gennadio, che scrisse intorno al 467-80, né altri manoscritti conosciuti, permettono di trovare una qualche traccia.
È difficile determinare in che cosa esattamente il secondo Commonitorium differisse dal primo.
Quello che ci è rimasto sviluppa una regola pratica per distinguere un'eresia dalla vera dottrina (capitoli I-II), cioè la Sacra Scrittura, e se ciò non bastasse, la tradizione della Chiesa cattolica.
Qui si trova la famosa teoria, che fu causa di così tante discussioni, in particolare ai tempi del concilio Vaticano I:
Nel caso che nascesse in una parte della Chiesa una qualche nuova dottrina, per esempio il donatismo, allora si doveva dare una ferma adesione al credo della Chiesa universale, e se si supponeva che la nuova dottrina fosse di natura tale da contaminare in qualche parte l'integrità della dottrina precedente, come fece l'arianesimo, allora era all'antichità che si doveva aderire fedelmente; se anche qui si fosse incontrato qualche errore, bisognava rimanere fedeli ai concili generali e, in mancanza di questi, alle conclusioni di quelle persone che in diversi tempi e in diversi luoghi erano rimaste salde nell'unanimità della Fede cattolica (III-IV).
Nei capitoli successivi si dice che:
- Applicazioni di queste teorie furono usate da Sant'Ambrogio e dai martiri, nella lotta contro i donatisti e gli ariani; e da Santo Stefano che combatté contro il ribattezzamento; anche San Paolo le insegnò (VIII-IX).
- Se Dio permette che nuove dottrine, sebbene erronee ed eretiche, siano insegnate da uomini illustri, come per esempio Tertulliano, Origene, Nestorio, Apollinare, ecc. (X-XIX), non è altro che per metterci alla prova.
- Il cattolico non ammette nessuna di queste dottrine di nuovo conio, come vediamo da Tim., VI, 20-21 (XX-XXII, XXIV).
- Non per eliminare tutte le possibilità di progresso nella fede, ma perché essa possa crescere alla maniera del grano e della ghianda, a patto che sia nello stesso senso, eodem sensu ac sententia; qui inizia il ben noto passaggio sullo sviluppo dogmatico crescat igitur… (XXIII).
- Il fatto che gli eretici facciano uso della Bibbia, non li preserva in nessun modo dall'essere eretici, dal momento che ne fanno un uso errato, la usano in un modo degno del diavolo (XXV-XXVI).
- Il cattolico interpreta le scritture secondo le regole date sopra (XXVII-XXVIII).

Segue poi un riepilogo dell'intero Commonitorium (XXIX-XXX).
Tutto ciò è scritto in uno stile letterario, pieno di espressioni classiche, sebbene la linea di sviluppo sia piuttosto familiare e semplice, moltiplicando le digressioni e diventando via via sempre più comunicativo. 
Le due idee principali che hanno attratto soprattutto l'attenzione in tutta l'opera, sono quelle che riguardano la fedeltà alla Tradizione (III e XXIX) e il progresso della dottrina Cattolica (XXIII). 
La prima, chiamata molto spesso il Canone di Vincenzo di Lerino, che Newman considera più adatta a determinare ciò che non è, piuttosto che ciò che è la dottrina cattolica, è stata spesso coinvolta in controversie. 
Secondo il suo autore, questa teoria deve decidere la validità di un nuovo aspetto della dottrina prima del giudizio della Chiesa.
Vincenzo la propone come un mezzo per testare una novità che nasce in un qualsiasi luogo riguardo ad un aspetto della dottrina. 
Questo canone è stato interpretato in modi diversi; alcuni scrittori pensano che il suo reale significato non sia quello che rispondeva allo scopo di Vincenzo quando ne faceva uso contro le idee di Agostino. 
È difficile negare che, a dispetto della lucidità della sua formula, la spiegazione della teoria e la sua applicazione ai fatti storici non sono sempre facili; perfino teologi come De San e Franzelin, che di solito sono d'accordo nei loro punti di vista, su questo argomento differiscono.
Vincenzo mostra chiaramente che la sua teoria deve essere intesa in senso relativo e disgiuntivo, e non in modo assoluto e unendo i tre criteri in uno: ubique, semper, ab omnibus; il termine antichità non deve essere inteso con un significato relativo, ma nel senso di un unanime consenso relativo all'antichità. 
Quando parla delle credenze ammesse in generale, è più difficile stabilire se si riferisca a credenze ammesse esplicitamente o implicitamente; nel secondo caso, il canone è vero e applicabile in entrambi i sensi, sia affermativo (ciò che è cattolico) che negativo o esclusivo (ciò che non è cattolico); nel primo caso, il canone è vero e applicabile nel suo aspetto affermativo, ma si può dire che sia così nel suo aspetto negativo o esclusivo, senza mettere Vincenzo in completo disaccordo con tutto ciò che dice sul progresso della dottrina rivelata?
Il Commonitorium è stato stampato e tradotto spesso. 
Possiamo citare qui la prima edizione del 1528 ad opera di Sichardus e quella di Baluze (1663, 1669, 1684, Parigi), l'ultima migliore delle precedenti, perfezionata con l'aiuto di quattro manoscritti conosciuti; questi sono stati usati ancora in una nuova accurata collazione ad opera di Rauschen, per la sua edizione (Florilegium patristicum,V, Bonn, 1906); edizioni scolastiche furono fatte da Jülicher (Frieburg, 1895) e da Hurter (Innsbruck, 1880, SS. Patrum opuscula vera selecta, IX) con utili note.